# Fleinertorbrunnen

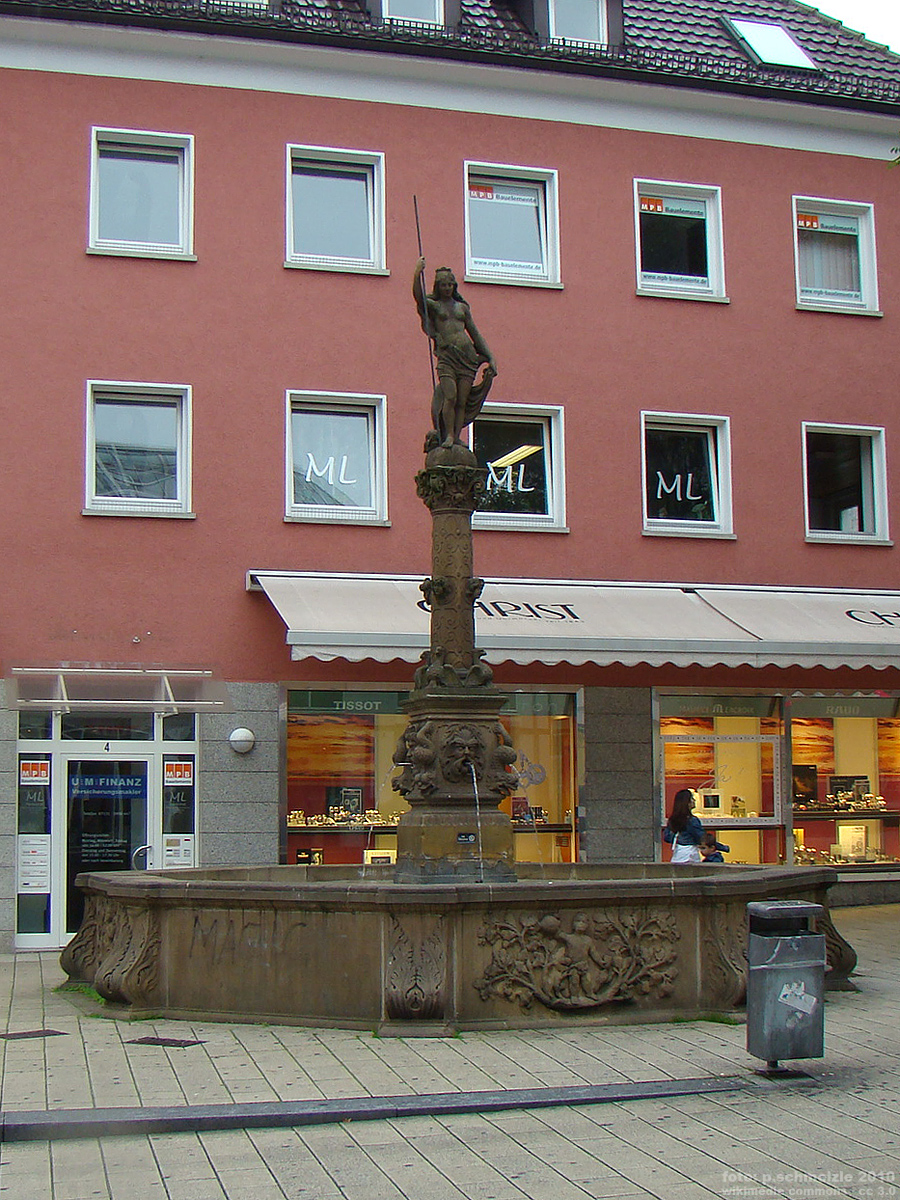
Fleinertorbrunnen in Heilbronn

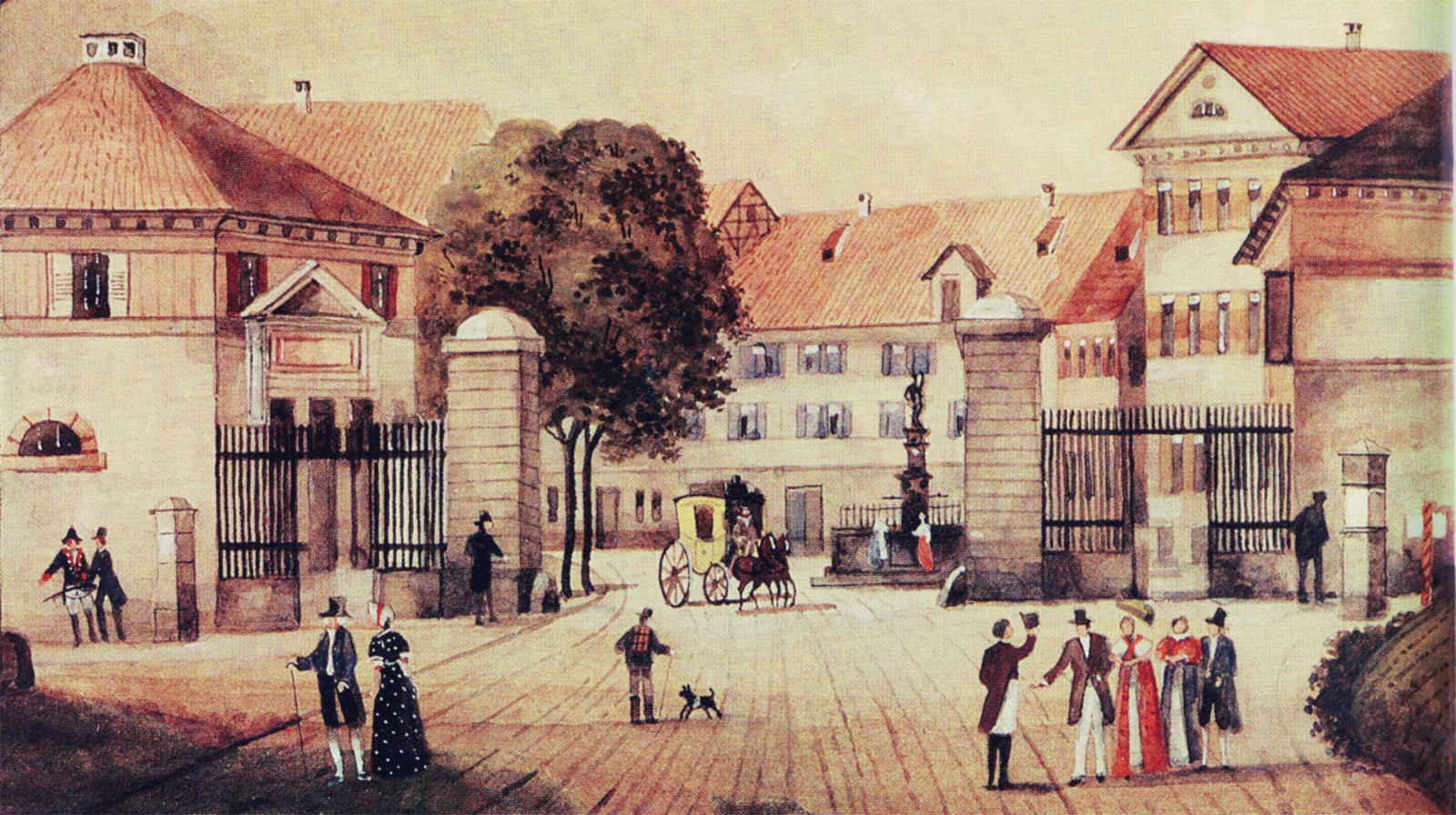
Das Fleiner Tor mit dem Brunnen um 1820

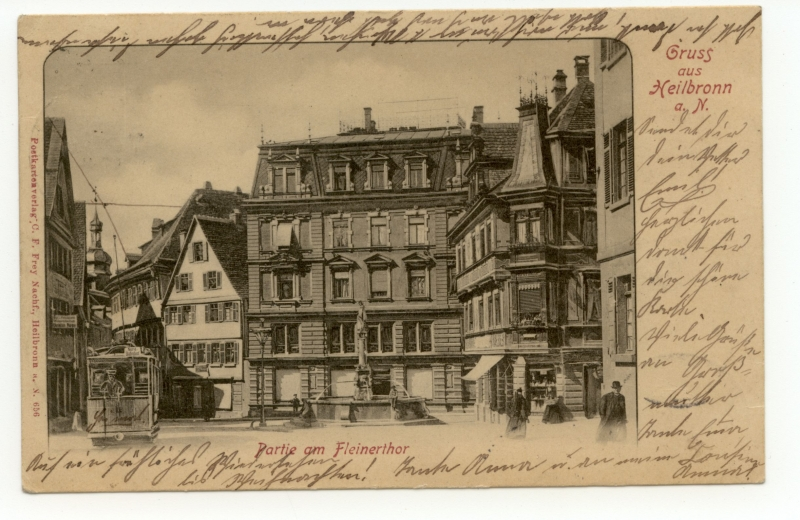
Partie am Fleiner Tor um 1901

Der Fleinertorbrunnen ist ein denkmalgeschützter Brunnen an der Fleiner Straße in Heilbronn. 

## Geschichte
Der Name des Brunnens erinnert an das mittelalterliche Fleiner Tor der Stadt Heilbronn an der Straße nach Flein. Im Jahr 1589 beschloss der Rat der Stadt Heilbronn den Bau eines Brunnens am Fleiner Tor, wo die Trasse der soeben errichteten Cäcilienbrunnenleitung in die Stadt eintrat. Der Kasten des im August 1589 fertiggestellten Brunnen bestand aus Sandstein mit achteckigem Grundriss. Ein Standbild des Heiligen Georg schmückte seine Säule, das der Steinmetz Adam Wagner gefertigt hatte. Aus unbekanntem Grund gab der Rat der Stadt bereits im Jahr 1591 eine neue Georgsfigur zur Wiederherstellung des Brunnens in Auftrag, die der Steinmetz Jakob Müller fertigte. Sie wurde allerdings nicht auf diesem, sondern auf dem inzwischen errichteten Hafenmarktbrunnen aufgestellt. 1601 wurde der Fleinertorbrunnen wiederhergestellt, man setzte nun eine – ebenfalls von Müller gefertigte – Fortuna-Statue auf die Brunnensäule über den Wasserspeiern. Die vorher schmucklosen Wände des Brunnenkastens verzierte der Bildhauer Johann Heller 1713 bei einer Brunnenrenovierung mit dem Stadtwappen und allegorischen Darstellungen.
Im Zuge der Erneuerung 1860 ersetzte man die fünf beschädigten Seitenwände des Brunnenkastens durch schmucklose Sandsteinwände. Die alte Fortuna-Figur nahm man von der Säule und setzte sie in den Garten von Stadtarzt Adolf Schliz in der Hohen Straße. Statt ihrer krönte danach eine allegorische Statue Heilbronnia von Albert Güldenstein die Brunnensäule. Die knapp 1,50 m hohe weibliche Figur in mittelalterlicher Kleidung trug alle Insignien der alten Wein-, Hafen- und Reichsstadt Heilbronn und versinnbildlichte damit Macht und Wohlstand der alten Reichsstadt: Der Gürtel steht für Wehrhaftigkeit und Befestigung, der Anker für Binnenschifffahrt und Handel, die mit Trauben geschmückte Stirn für den Weinbau. Die Brust der Figur zierte das Stadtwappen. Diese Heilbronnia zerfiel jedoch rasch, da sie aus minderwertigem Stein gehauen war. 1904 erhielt der Brunnen in der Fleiner Straße eine Kopie der Fortuna von 1601, ausgeführt vom Bildhauer Karl Federlin aus Ulm. 1966 wurde der Brunnen um einige Meter versetzt und bei dieser Gelegenheit durch den Bildhauer Kurt Rücker aus Flein weitgehend erneuert.
Im Heilbronner Lapidarium werden neben historischen Bauteilen der Brunnensäule sowohl die kopflosen Überreste der Heilbronnia als auch die Überreste einer älteren Fortuna-Figur aufbewahrt, die ebenfalls stark beschädigt ist und von der man nicht weiß, ob es die von 1712 oder die von 1904 ist.

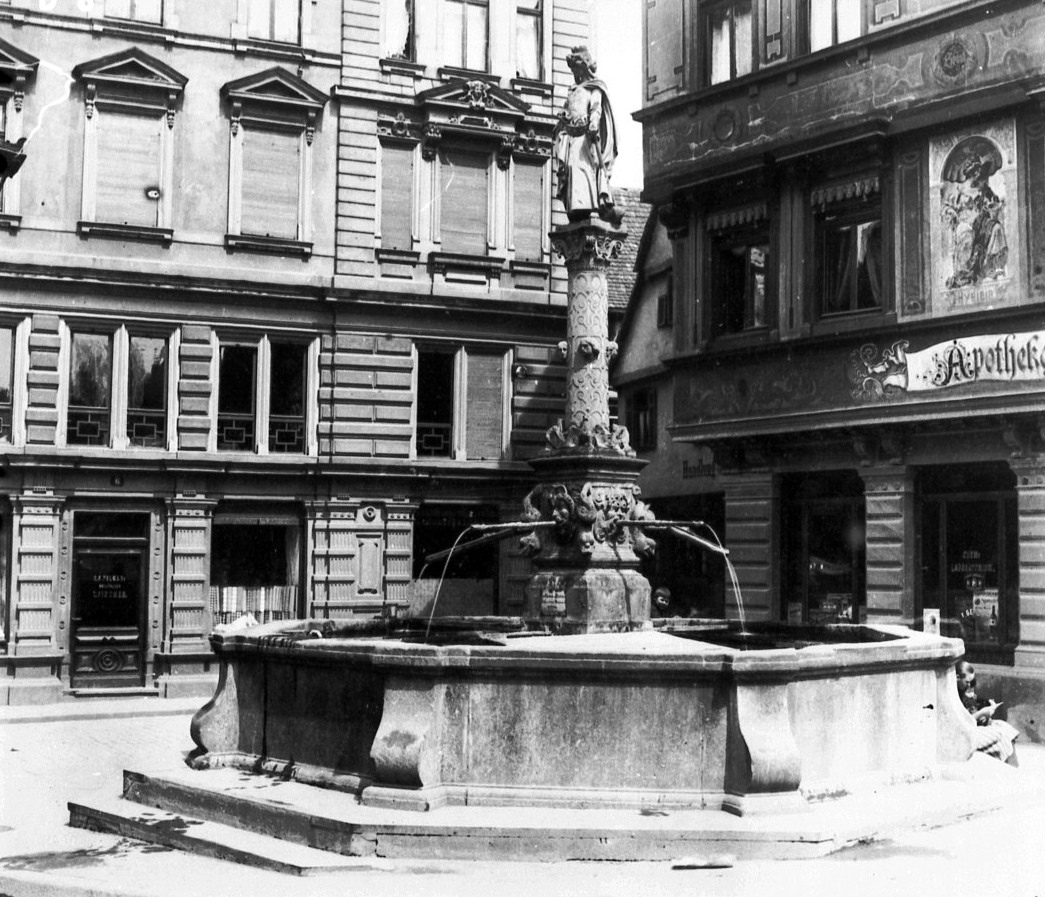
Fleinertorbrunnen mit Heilbronnia um 1890
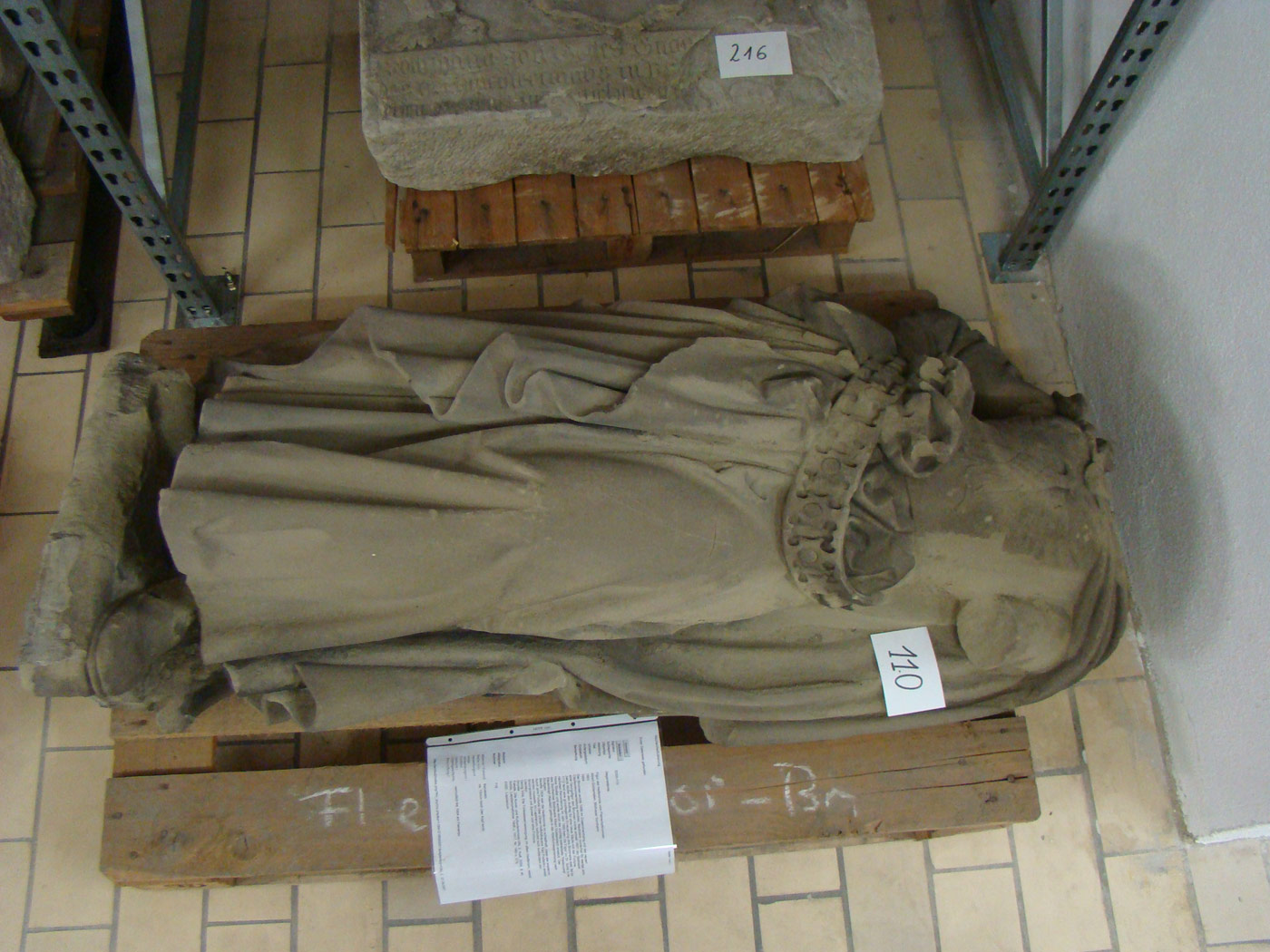
Überreste der Heilbronnia im Lapidarium
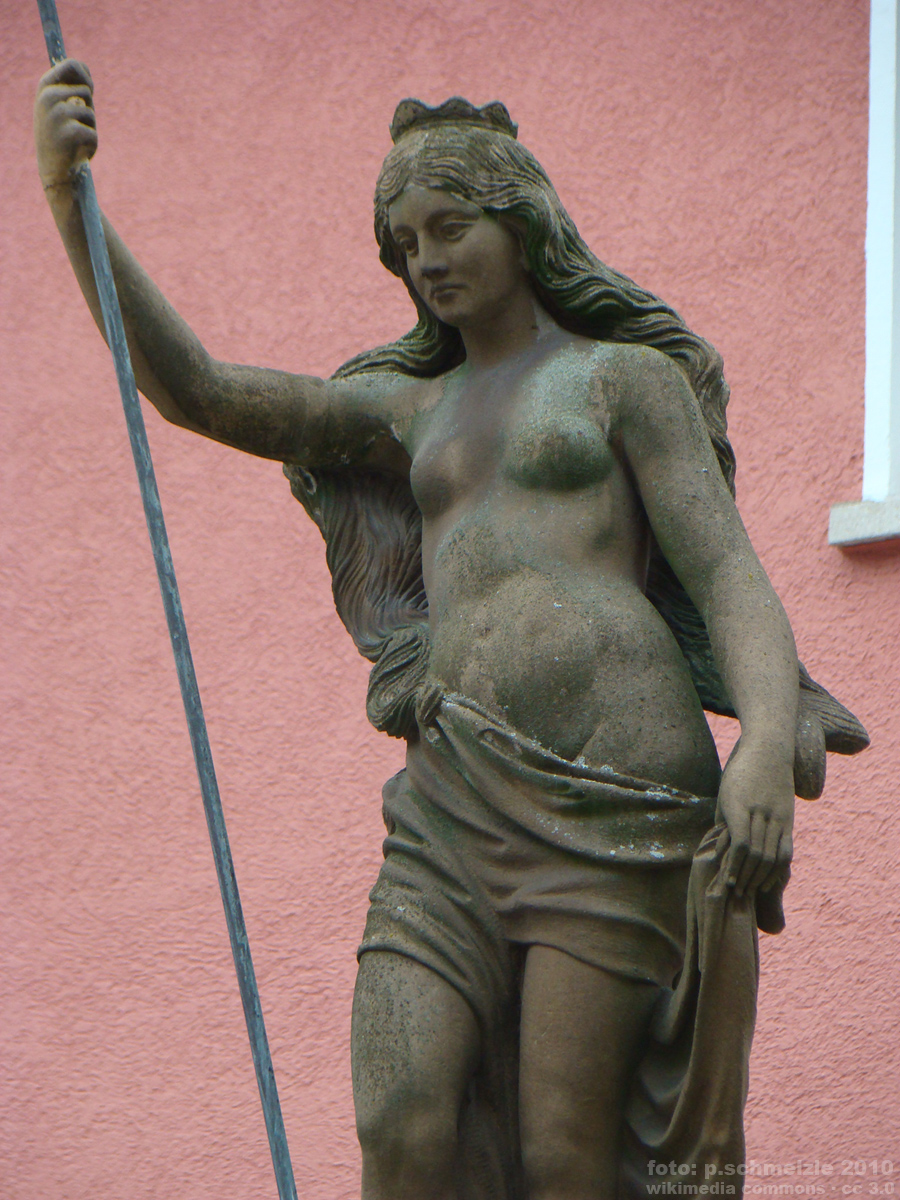
Heutige Fortuna-Kopie
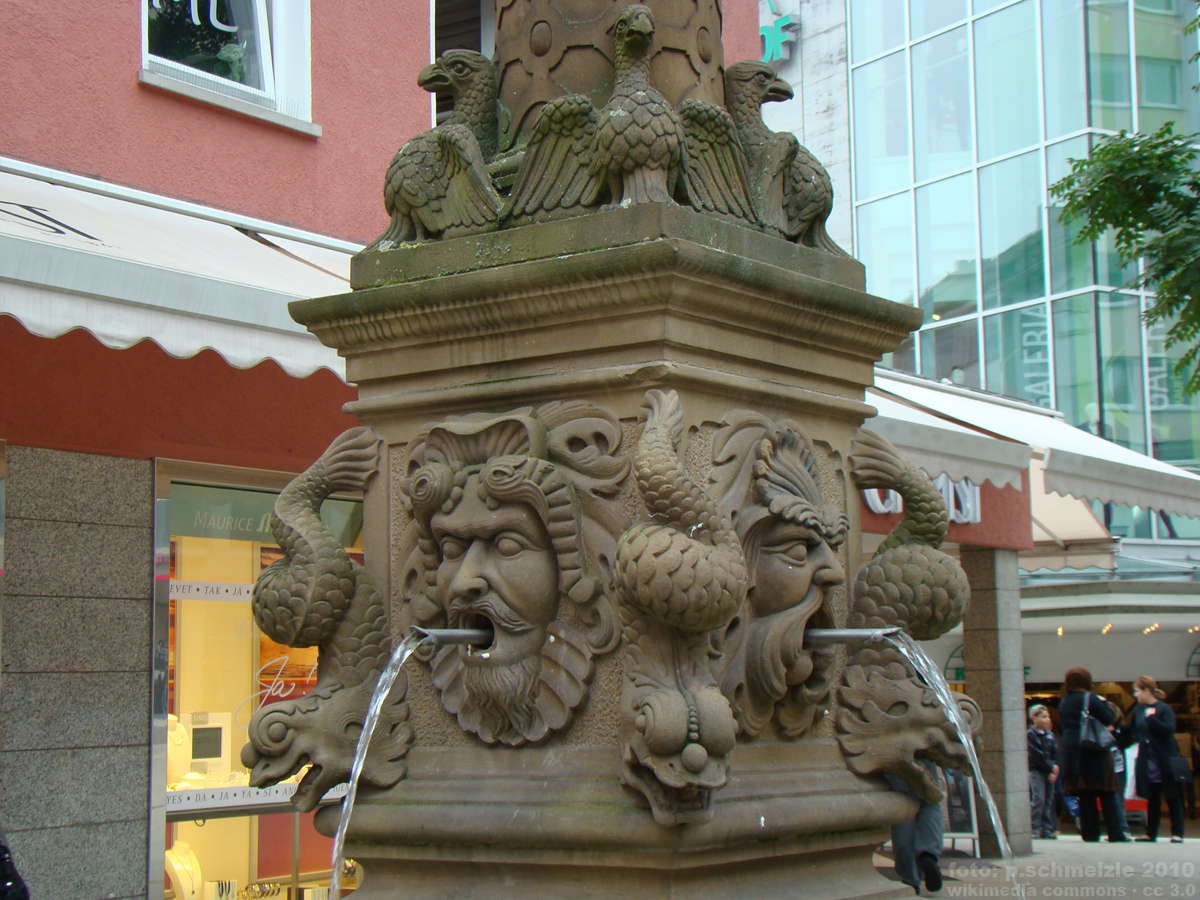
Wasserspeier am Fleinertorbrunnen